# 吸着地雷
吸着地雷（きゅうちゃくじらい、ドイツ語: Hafthohlladung、吸着成型炸薬の意味）とは、モンロー/ノイマン効果によって装甲を貫通し、打撃を与える対戦車兵器。磁力によって敵戦車の装甲に密着させて爆発する。

## 概要

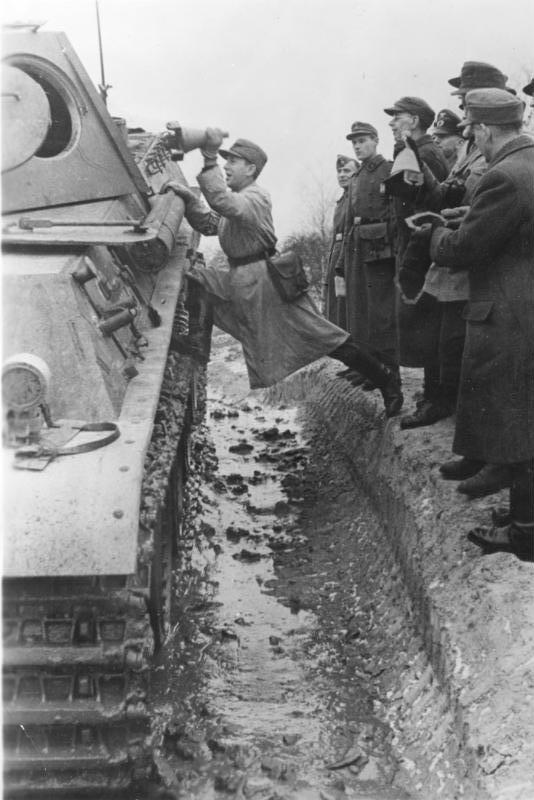
V号戦車パンターを使って、吸着地雷の使用訓練を行う国民突撃隊。
使用時には、写真のように戦車に肉薄する必要があった。

ドイツ国防軍が1942年に採用した歩兵用の対戦車兵器である。成形炸薬を内蔵した漏斗状の本体の先端に、木製のブラケットを介して3個の永久磁石が取り付けられている。磁石は成形炸薬と目標との最適距離（スタンドオフ）を保つ役割も果たす。
使用時には敵戦車の死角を利用して肉薄し、敵戦車に直接取り付ける。磁石がきちんと敵戦車に吸着したことを確認した後、摩擦発火式遅延信管（M39卵型手榴弾のそれに似た形状）の点火紐を引っ張って信管を作動させる。なお、信管の作動後は直ちに安全圏に退避しなければ、自分が爆発に巻き込まれる危険があった。
モンロー/ノイマン効果を利用しているため140mmもの装甲板を貫通する高威力を有していた。しかし敵戦車に直接肉薄する必要があるため、敵の随伴歩兵やタンクデサントが近くにいたり、複数の敵戦車が援護し合った場合の使用は自殺行為であり、決して使い勝手の良い兵器では無かった。
このため1943年以降の歩兵の対戦車火器の主力は、同じくモンロー/ノイマン効果を用いてはいるものの投射兵器として、離れた場所から物陰に潜んで戦車を攻撃することが可能なパンツァーファウストに取って代わられていき、1944年5月に生産は終了したが、残存していた吸着地雷はそのまま使用された。

## ドイツ軍の対策
ドイツはこの兵器を開発して以降、敵軍が同種の兵器を使用することを怖れ、自軍の戦車にツィンメリット・コーティングと呼ばれる非磁性体を塗布することで対抗策とした。第二次世界大戦の中期以降のドイツ軍戦車の装甲表面がゴツゴツして見えるのは、均一に厚く塗ると重くなるのと、被弾時の剥離を最小限に抑えるために刻まれたパターンである。
しかし実際にドイツ以外の国で開発・使用されたのは同じ枢軸国側の日本軍の九九式破甲爆雷だけであり、連合側のソビエトやアメリカ、イギリスがこの兵器を使用しないことが判明した為、ドイツ軍はツィンメリットの塗布を廃止した。実際、歩兵が敵戦車に肉迫して取り付ける必要のある本兵器は、対戦車兵器としてはほとんど「最後の手段」であり、特にバズーカやPIATの実用化に成功した米英軍では全く用の無い代物であったと言える。

## 登場作品

### ゲーム
『トータル・タンク・シミュレーター』
ドイツのSMG(サブマシンガン兵)、ATR(対戦車ライフル兵)、突撃兵が3つずつ携行している。
『バトルフィールドV』
援護兵のガジェットとして登場する。使用の際は、信管を起動させてから投げつける必要がある。